# Barstar
Il barstar è una piccola proteina sintetizzata dal batterio Bacillus amyloliquefaciens. La sua principale funzione è quella di inibire l'attività ribonucleasica della barnasi, con cui forma un complesso legato in maniera molto stretta fintanto che tale enzima non viene secreto. L'espressione del barstar è necessaria per prevenire gli effetti letali della barnasi attiva. La struttura del loro complesso è nota.